# Paul Mazzio
Paul Mazzio is een Amerikaanse jazz-trompettist en bugelist uit Portland, Oregon.
Mazzio studeerde aan de University of North Texas en de University of Southern California. Hij toerde met het Woody Herman Orchestra (in de jaren negentig) en Delbert McClinton. Hij trad op met onder meer Tony Bennett, Larry Carlton en de Moody Blues en speelde mee op opnames van Rosemary Clooney, Gino Vannelli, Tom Grant en anderen. In 1997 verscheen zijn eerste album als leider. Hij heeft een eigen band en speelt in verschillende groepen, waaronder Nu Shooz. 

## Discografie
- Separate Reality (met Jake Kot), PHD Music, 1997

## Referentie
- Website Paul Mazzio